# Bahnbetriebswerk Düren
Als Bahnbetriebswerk Düren wurden zwei Bahnbetriebswerke (Bw) in der nordrhein-westfälischen Stadt Düren bezeichnet. 

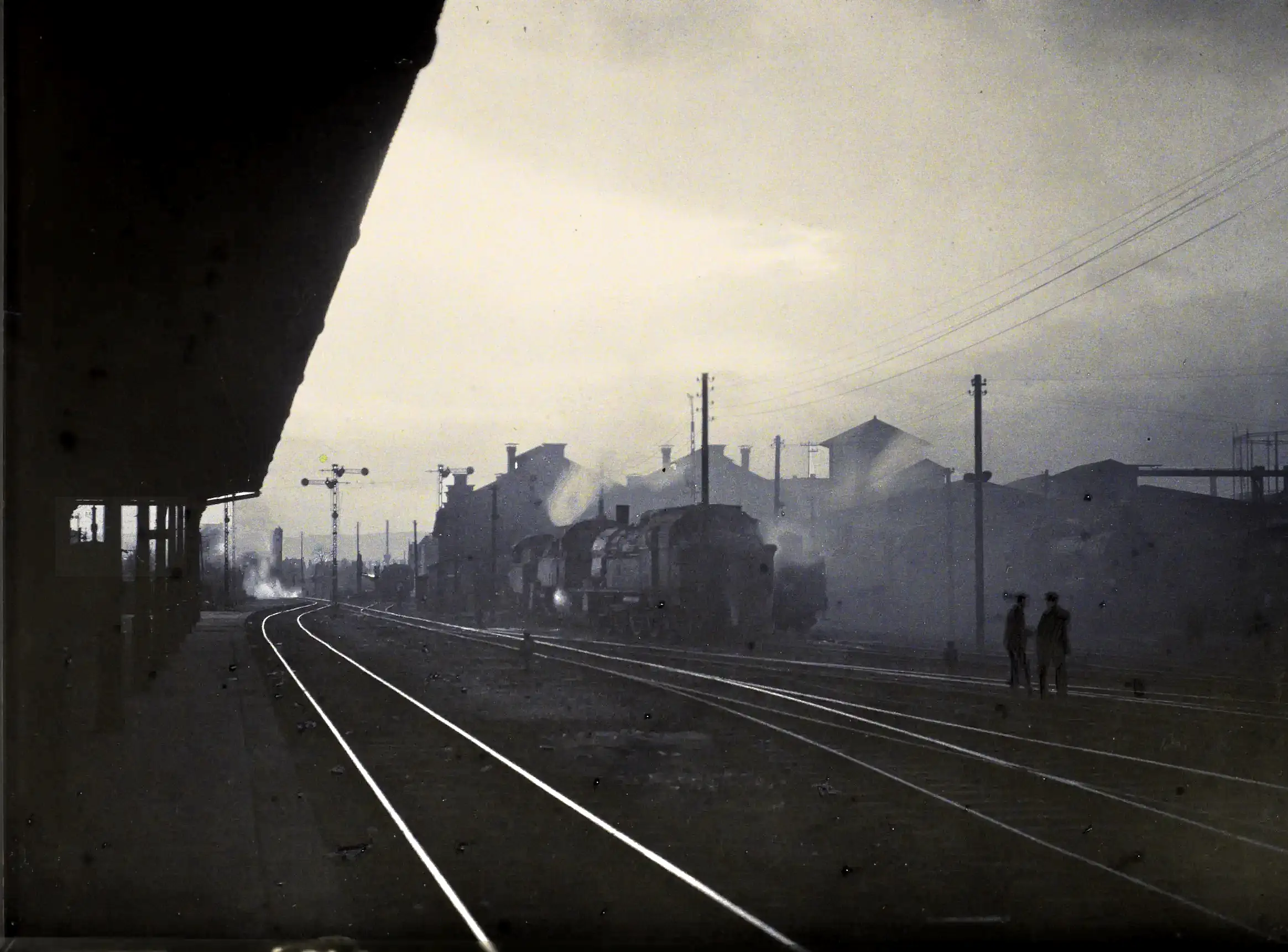
Das alte Bahnbetriebswerk Düren befand sich direkt neben dem Hbf. Das Autochrome ist vom Oktober 1923, der Zeit des Regiebetriebs.

Bis Anfang der 1930er Jahre befand sich das Bahnbetriebswerk (Bw) in unmittelbarer Nähe des Bahnhofs Düren. 1930 wurde mit dem Bau eines neuen Bw begonnen, das aus Richtung Köln kommend vor dem Bahnhof Düren am Vorbahnhof liegen sollte. Am 11. September 1933 wurde dieses neue Bw in Betrieb genommen, das alte Bw daraufhin aufgegeben. Das Bahnbetriebswerk hatte einen 26-gleisigen Ringlokschuppen mit vorgebauter Drehscheibe. Diese hatte einen Durchmesser von 23,6 Metern. Weiterhin gehörten zum Bw eine Ausbesserungshalle für Güterwagen, Verwaltungsgebäude, Ersatzteillager, Bekohlungsanlage und ein Wasserturm. In einer rechteckigen Werkstatthalle zwischen Drehscheibe und Verwaltungsgebäude wurden kleinere Reparaturen an den Triebfahrzeugen durchgeführt. Zudem gab es eine Lehrlingswerkstatt für die Mechaniker- und Starkstromelektriker-Lehrlinge.

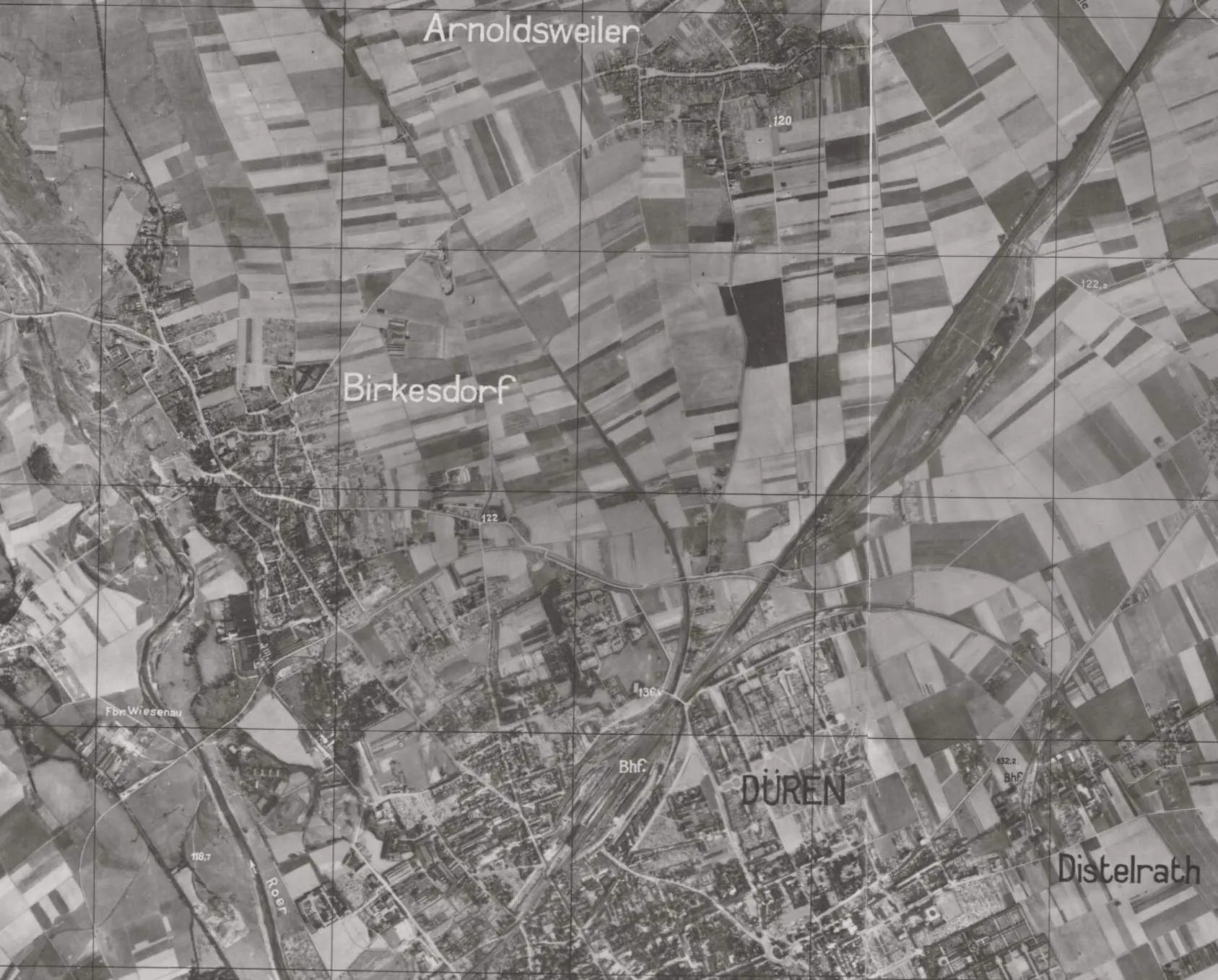
Orthofoto mit dem neuen Bw. 1934 erschienen

Neben weiteren waren Dampflokomotiven der Baureihen 38, 55, 56, 74 und 92 in Düren beheimatet. Ab 1960 wurden auch Diesellokomotiven in Düren stationiert, zunächst Loks der DB-Baureihe V 60, ab dem 11. Mai 1962 auch Loks der DB-Baureihe V 100. Außerdem wurden 1961 die ersten Akkumulatortriebwagen der DB-Baureihe ETA 150 und zugehörige Steuerwagen dem Bw Düren zugeteilt. 1966 folgten Uerdinger Schienenbusse der Baureihe VT 95 und die letzten Dampflokomotiven verließen das Bahnbetriebswerk. Zum Ende der 1960er Jahre wurden Diesellokomotiven der DB-Baureihe 290 für den schweren Verschiebe- und Streckendienst in Düren beheimatet, die vor allem im Bahnhof Aachen West zum Einsatz kamen, 1970 folgten Großdieselloks der DB-Baureihe V 160, die bereits nach einem Jahr in Düren von der neuen DB-Baureihe 215 abgelöst wurden. 1978 wurde der Einsatz der Uerdinger Schienenbusse aufgegeben. Ersetzt wurden diese durch die Baureihe ETA 150, deren Bestand im Laufe der Jahre stark angewachsen war und die bis zum Ende des Bahnbetriebswerks den Betrieb auf den Nebenbahnen der Umgebung prägen sollten.
Zum 28. Mai 1961 wurde das Bw Bergheim als Außenstelle nach Düren angegliedert, am 29. September 1962 folgte die Angliederung des Bw Jülich. Die Ausbesserung von Güterwagen wurde am 31. Dezember 1976 eingestellt und am 9. Dezember 1978 der Wasserturm wegen Baufälligkeit gesprengt.

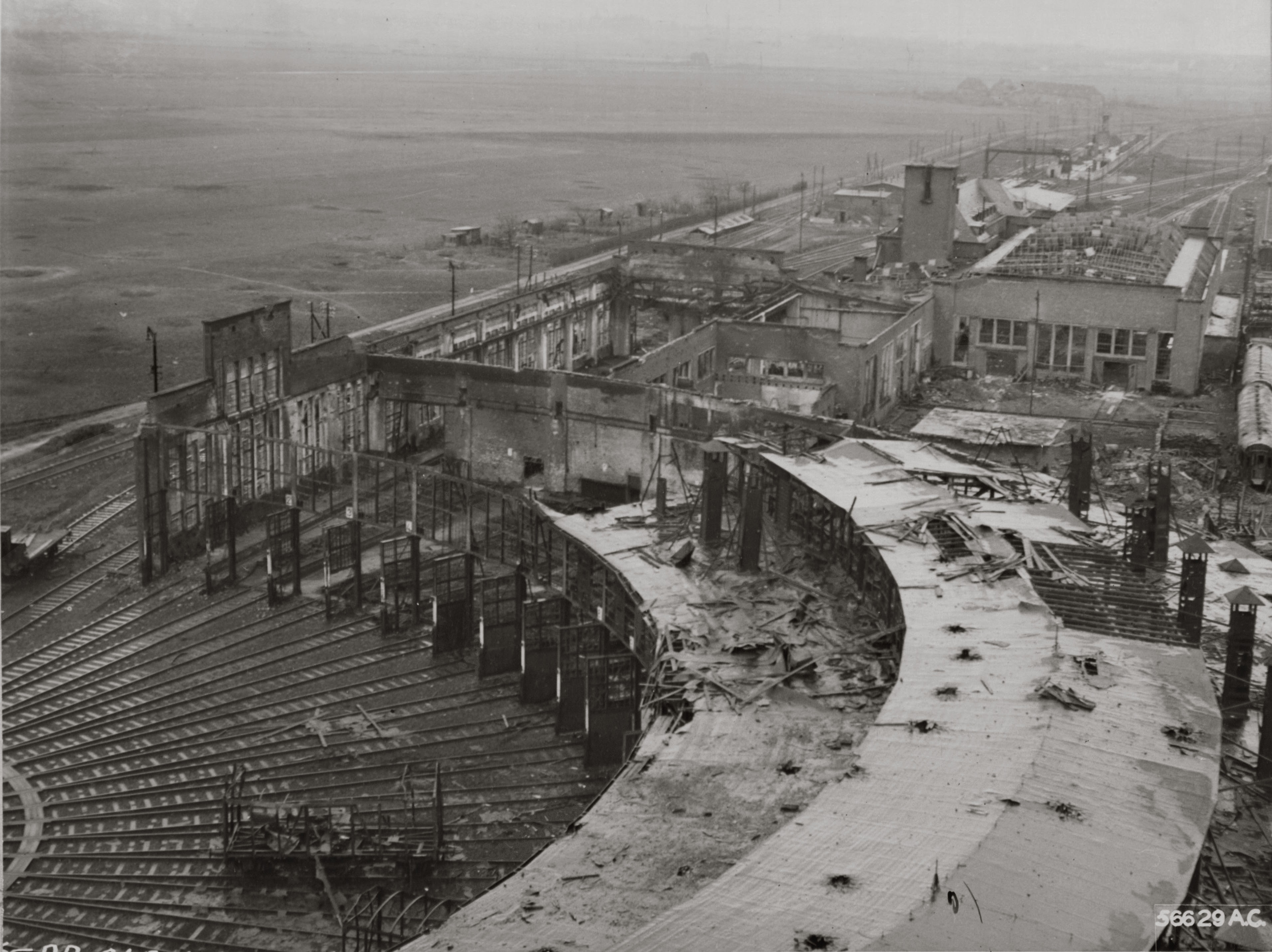
Von Zerstörungen gezeichnet war 1945 der Lokschuppen.

Am 1. Dezember 1983 verlor das Bahnbetriebswerk Düren seine Eigenständigkeit und wurde Außenstelle des neuen Bw Aachen, bis es am 1. Juli 1986 geschlossen wurde. Im Jahr 1989 erfolgte schließlich der Abriss der noch verbliebenen Betriebsanlagen.